# Tatia
Tatia ist eine Gattung von Süßwasserfischen aus der Familie der Falschen Dornwelse (Auchenipteridae). Sie kommt in Südamerika östlich der Anden von Kolumbien, Venezuela und Guyana bis ins südliche Brasilien vor. 

## Merkmale
Tatia-Arten werden 5 bis maximal 16 cm und haben einen relativ kurzen, seitlich stark abgeflachten Körper mit einem Schwanzstiel der fast so hoch wie der Rumpf ist (Höhe des Schwanzstiel = 10,1 bis 18,6 % der Standardlänge). Hinter der Fettflosse besitzen sie einen dorsalen Kiel. Alle Flossen sind, im Vergleich zum Körper, relativ klein, die Schwanzflosse meist tief gegabelt. Rund um das Maul finden sich drei Bartelpaare. Die Augen haben Fettlider. Bei den Männchen ist die Afterflosse zu einem Begattungsorgan umgewandelt. Die Urogenitalöffnung ist vom Anus getrennt und mündet an der Basis des ersten Afterflossenstrahls, der von einer Hauttasche umschlossen ist und ebenso wie der zweite Afterflossenstrahl verdickt ist.

## Arten
Fishbase listet die folgenden 20 Arten:

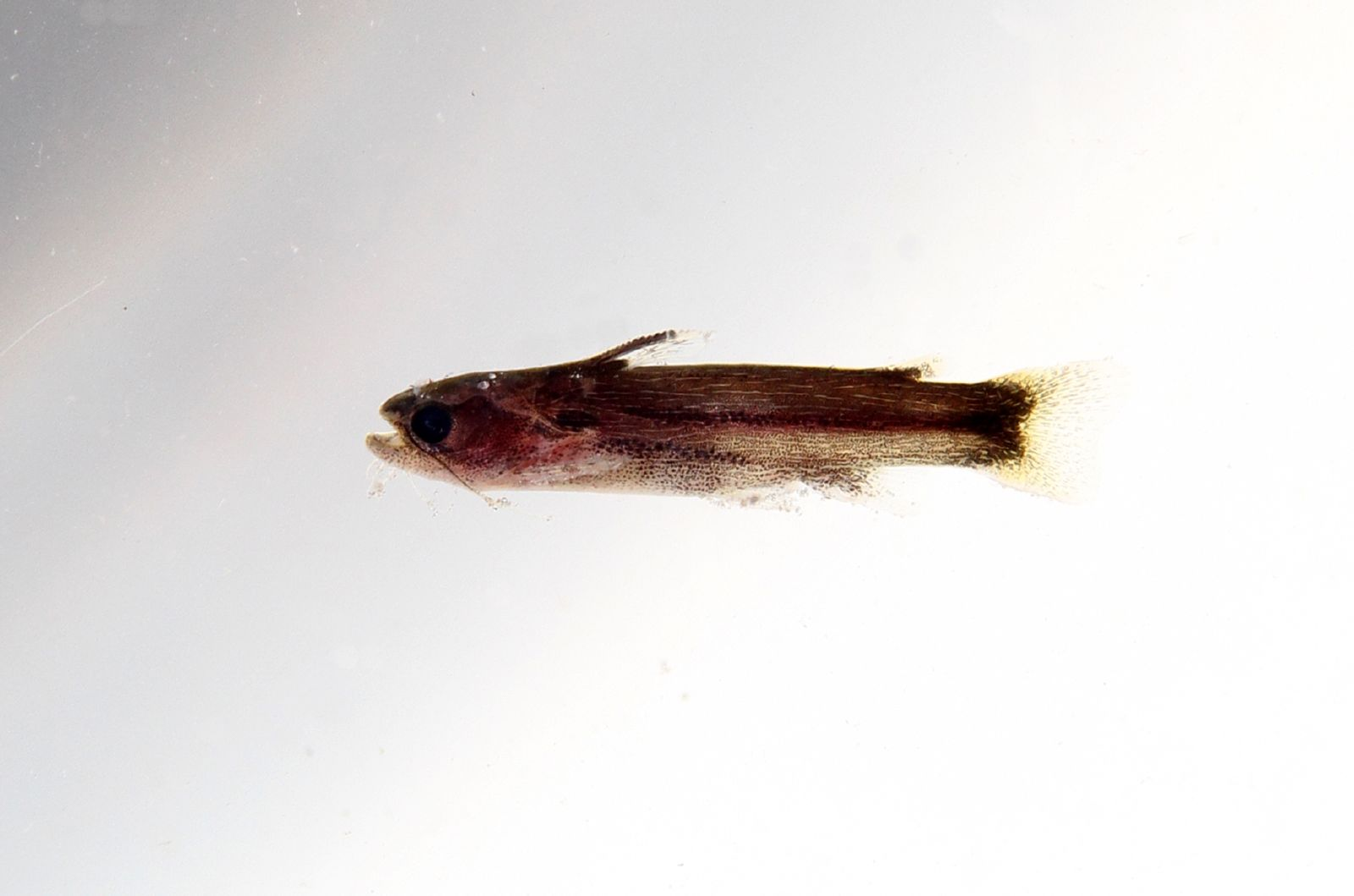
Tatia sp.

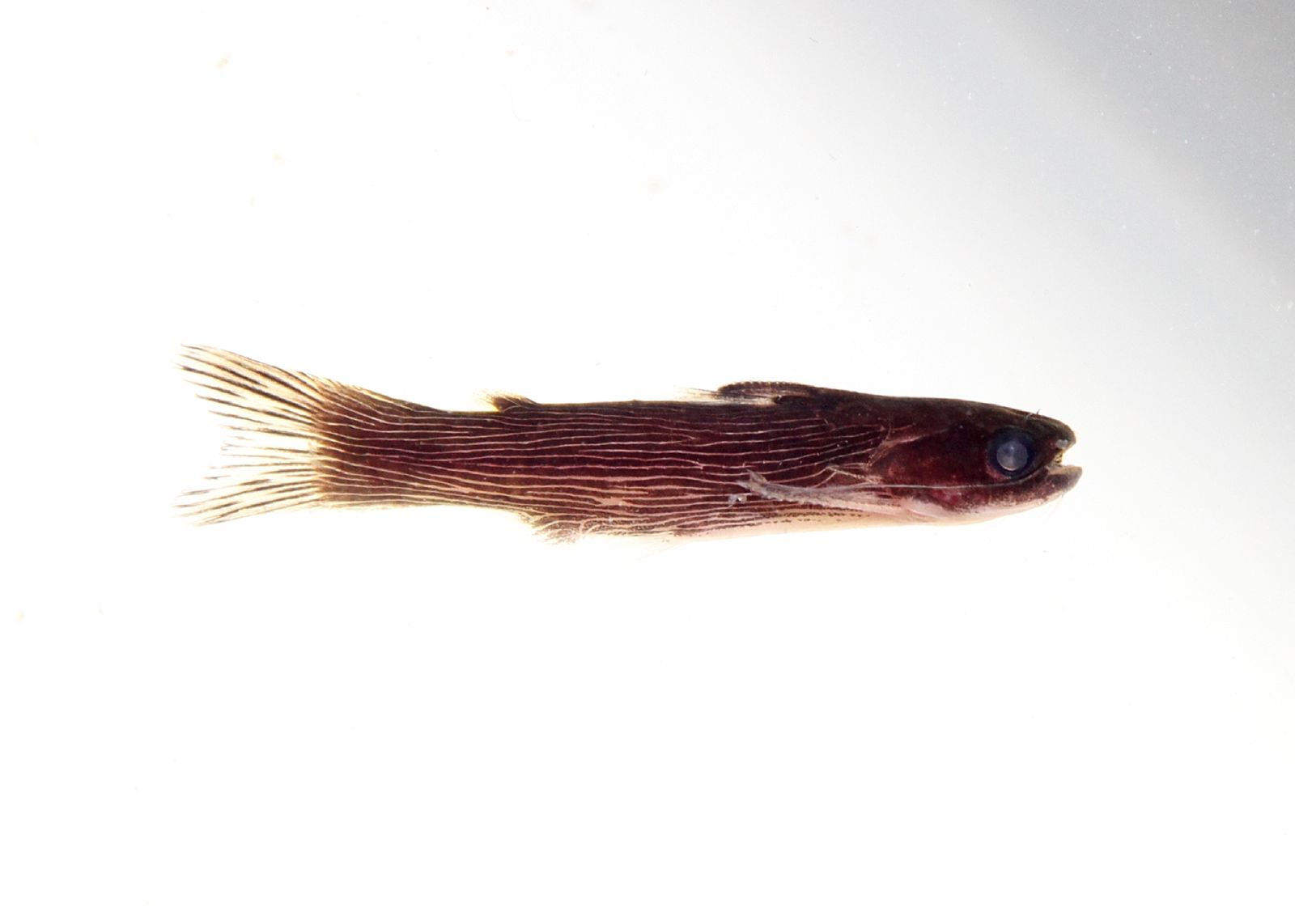
Tatia strigata

- Tatia aulopygia (Kner, 1858)
- Tatia bockmanni	(Sarmento-Soares & Buckup, 2005)
- Tatia boemia Koch & Reis, 1996
- Tatia britskii (Sarmento-Soares & Birindelli, 2015)
- Tatia brunnea Mees, 1974
- Tatia caxiuanensis Sarmento-Soares & Martins-Pinheiro, 2008
- Tatia concolor Mees, 1974
- Tatia dunni (Fowler, 1945)
- Tatia galaxias Mees, 1974
- Tatia gyrina (Eigenmann & Allen, 1942)
- Tatia intermedia (Steindachner, 1877)
- Tatia jaracatia Pavanelli & Bifi, 2009
- Tatia marthae Vari & Ferraris, 2013
- Tatia meesi Sarmento-Soares & Martins-Pinheiro, 2008
- Tatia melanoleuca Vari & Calegari, 2014
- Tatia neivai (Ihering, 1930)
- Tatia nigra Sarmento-Soares & Martins-Pinheiro, 2008
- Tatia punctata Mees, 1974
- Tatia simplexMees, 1974
- Tatia strigata Soares-Porto, 1995